# George Psalmanazar
George Psalmanazar (c. 1679 - 3 de maio de 1763) foi um francês que alegou ser o primeiro nativo de Formosa (agora Taiwan) a visitar a Europa. Por alguns anos, ele convenceu muitos na Grã-Bretanha; no entanto, foi eventualmente revelado que ele era de origem europeia. Ele subsequentemente tornou-se num ensaísta teológico, e amigo e conhecido de Samuel Johnson e outras figuras notáveis em Londres literário do século 18.
Embora Psalmanazar tenha intencionalmente ocultado muitos detalhes da sua vida inicial, acredita-se que nasceu no sul da França, talvez em Languedoc ou Provença, algum tempo entre 1679 e 1684. O seu nome de nascimento é desconhecido. Segundo a sua autobiografia postumamente publicada, ele foi educado numa escola Franciscana e depois num academia Jesuíta. Em ambas as instituições ele alegou ter sido celebrado pelos seus professores pelo que ele chamou de "meu génio incomum para língua". De facto, segundo Psalmanazar, ele era uma criança-prodígio. Ele alega que obteve fluência em latim aos sete ou oito anos, e destacou-se em competição com crianças do dobro da sua idade. Encontros posteriores com um tutor de filosofia sofística fê-lo desencantado com o academicismo, no entanto, e ele descontinuou a sua educação quando tinha quinze ou dezasseis anos.

## Carreira como impostor

### Europa continental
Para viajar em segurança e economicamente em França, Psalmanazar fez de conta que era um peregrino irlandês a caminho de Roma. Depois de aprender inglês, falsificar um passaporte, e roubar o manto e bastão de um peregrino de um relicário de uma igreja local ele partiu, mas rapidamente ele descobriu que muitas das pessoas com que se encontrava conheciam a Irlanda e sabiam que ele estava a mentir. Decidindo que precisava de um disfarce mais exótico, Psalmanazar baseou-se nos relatórios missionários da Ásia Oriental que tinha ouvido dos seus tutores jesuítas e decidiu fingir ser um japonês convertido. Em algum momento, ele decidiu embelezar a sua nova personagem ao fingir ser um "pagão japonês" e exibindo um conjunto de costumes bizarros, como comer carne crua temperada com cardamomo e dormir sentado numa cadeira.
Tendo falhado em chegar a Roma, Psalmanazar viajou por vários principados alemães entre 1700 e 1702. Em 1702, ele apareceu nos Países Baixos, onde serviu como um mercenário e soldado ocasional. Por esta altura, ele tinha mudado a sua suposta terra natal do Japão para a ainda mais obscura Formosa (Taiwan), e tinha desenvolvido costumes ainda mais elaborados, como seguir um calendário estrangeiro, venerar o Sol e a Lua com ritos propiciatórios complexos da sua invenção, e até falar uma língua inventada.
No final de 1702, Psalmanazar conheceu o padro escocês Alexander Innes, que era o chapelão de uma unidade militar escocesa. Depois Innes alegou que tinha convertido o pagão ao Cristianismo e batizou-o George Psalmanazar (inspirado no rei assírio Salmanaser V, que é referenciado na Bíblica). Em 1703, ele saíram por Roterdão para Londres, onde eles planeavam encontrar-se com clérigos anglicanos.

### Inglaterra

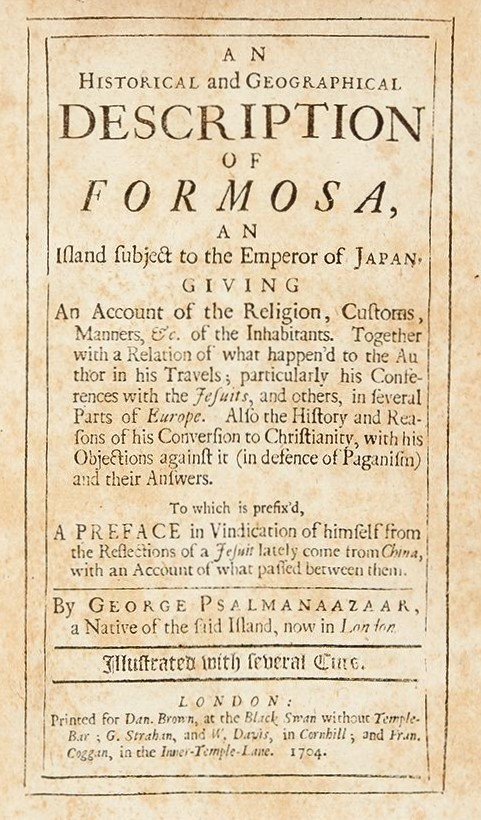
Livro de Psalmanazar

Quando chegaram a Londres, notícias de um estrangeiro exótico com hábitos bizarros rapidamente se espalharam e Psalmanazar alcançou um novo nível de fama. O seu charme não derivava dos seus modos exóticos, que tocava num crescente interesse doméstico em narrativas de viagem descrevendo locais longínquos, mas também tocava no sentimento religioso anti-Católico e anti-Jesuíta prevalente da Grã-Bretanha no início do século 18. Central à sua narrativa foi a sua alegação de ter sido raptado de Formosa por Jesuítas malévolos e levado para a França, onde ele tinha firmemente recusado tornar-se Católico. Psalmanazar declarou-se como sendo um pagão reformado que praticava agora o Anglicanismo. Ele tornou-se um favorito do Bispo de Londres e outros membros estimados da sociedade londrina.
Construindo sobre este crescente interesse na sua vida, Psalmanazar publicou um livro em 1704, An Historical and Geographical Description of Formosa, an Island subject to the Emperor of Japan. Este livro era supostamente uma descrição detalhada de costumes de Formosa, geografia e economia política; no entanto, era de facto uma completa invenção. Os "factos" contidos no livro eram uma amálgama de outros relatórios de viagem, especialmente influenciados por relatos de civilizações aztecas e inca no Novo Mundo, e por descrições embelezadas do Japão. A Utopia de Thomas More também podia ter servido como uma inspiração. Algumas das suas alegações sobre a religião japonesa parecia derivar de uma má interpretação da ideia chinesa dos três ensinamentos, como ele alega que existiam três formas diferentes de "idolatria" praticadas no Japão.
Segundo Psalmanazar, Formosa era um país próspero com a capital Xternetsa. Homens andavam nus exceto por uma placa de ouro ou prata a cobrir os seus genitais. A sua comida principal era uma serpente que eles caçavam com ramos. O povo de Formosa era polígamo e os maridos tinham de comer as suas mulheres por infidelidade. Eles executavam homicidas ao pendurando-os de cabeça para baixo e alveja-los com setas. Todos os anos eles sacrificam os corações de 18,000 rapazes para os deuses, e os padres comiam os corpos. Eles usavam cavalos e camelos para transporte, e vivam sob a terra em casas circulares.

### Pseudo-lexicografo
O livro de Psalmanazar também descreveu a língua formosana, um primeiro exemplo de uma língua construída. Os seus esforços foram tão convincentes que os gramáticos incluíram amostras do seu chamado "alfabeto formosano", em livros sobre língua, bem no século 19, até depois da sua grande farsa ter sido exposta. Aqui está a sua "tradução" do Pai-nosso:
Amy Pornio dan chin Ornio vicy, Gnayjorhe sai Lory, Eyfodere sai Bagalin, jorhe sai domion apo chin Ornio, kay chin Badi eyen, Amy khatsada nadakchion toye ant nadayi, kay Radonaye ant amy Sochin, apo ant radonern amy Sochiakhin, bagne ant kau chin malaboski, ali abinaye ant tuen Broskacy, kens sai vie Bagalin, kay Fary, kay Barhaniaan chinania sendabey. Amien.
O livro de Psalmanazar foi um sucesso não qualificado. Passou por duas edições inglesas, e seguiram-se as edições francesas e alemãs. Depois da sua publicação, Psalmanazar foi convidado a palestrar sobre cultura e língua formosana antes de vários sociedades aprendidas, e foi até proposto que ele fosse convocado para palestrar na Universidade de Oxford. Num dos seus compromissos mais famosos, ele falou na Royal Society, onde ele foi desafiado por Edmond Halley.
Psalmanazar foi frequentemente desafiado por céticos, mas na sua maioria ele conseguiu desviar as críticas das suas alegações principais. Ele explicou, por exemplo, que a sua pele pálida era devido ao facto de que as classes mais altas de Formosa vivia debaixo da terra. Os Jesuítas que realmente tinham trabalhado como missionários em Formosa não foram acreditados, provavelmente por preconceito anti-jesuíta.
A língua construída Formosana recebeu os códigos qfo e art-x-formosan no Registro de código ConLang.

## Vida posterior

### Capelão e ensaísta teológico
Innes eventualmente foi para Portugal como chapelão geral das forças britânicas. Por essa altura, no entanto, ele tinha desenvolvido um vício de ópio e tinha-se envolvido em vários negócios insensatos, incluindo um esforço falhado de comercializar leques decorados supostamente de Formosa. As alegações de Psalmanazar tornaram-se cada vez menos credíveis com o tempo e o conhecimento de Formosa de outras fontes começaram a contradizer as suas alegações. A sua defesa energética da sua fraude começou a abrandar e em 1706 ele confessou, primeiro a amigos e depois ao público geral. Por essa altura, a sociedade de Londres já se tinha cansado da "loucura formosana".
Nos anos seguintes, Psalmanazar trabalhou por um tempo como um funcionário num regimento militar até alguns clérigos lhe darem dinheiro para ensinar teologia. Psalmanazar participou então no meio literário de Grub Street, escrevendo panfletos, editando livros e realizando outras tarefas de baixo pagamento. Aprendeu hebreu, coautorou o A General History of Printing (1732) de Samuel Palmer, e contribuiu vários artigos para a História Universal. Ele até contribuiu para A Complete System of Geography e escreveu sobre as condições reais de Formosa, criticando a fraude que ele próprio criou. Ele tornou-se mais religioso e deserdou as suas fraudes. Esta nova religiosidade culminou na sua publicação anónima de um livro de ensaios teológicos em 1753.

### Amigo de Samuel Johnson e outros
Embora esta última fase da vida de Psalmanazar lhe trazer menos fama que a sua antiga carreira como fraude, resultou em alguma coincidências históricas. Talvez a mais famosas destas é a amizade inusitada do velho Psalmanazar com o jovem Samuel Johnson, que também era um trapaceiro da Grub Street. Anos mais tarde Johnson lembrou que Psalmanazar tinha sido conhecido no seu bairro como uma figura excêntrica mas santa, "de onde ele era tão conhecido e estimado, que quase ninguém, nem mesmo crianças, o ultrapassava sem lhe mostrar sinais de respeito".
Psalmanazar também interagiu com um número de outras figuras literárias inglesas da sua idade. Nos meses iniciais de 1741 ele enviou ao romancista Samuel Richardson um pacote de quarenta páginas escritas à mão no qual tentou continuar o enredo do romance epistolar popular Pamela. Richardson chamou a tentativa de sequela de Psalmanazar "ridícula e improvável". Em A Modest Proposal, Jonathan Swift ridiculariza Psalmanazar de passagem, sarcasticamente citando "o famoso Salamanaazor, um Nativo da ilha de Formosa, que veio por isso para Londres, a cima de vinte Anos", como um proponente eminente de canibalismo. Um romance de Tobias Smollett refere-se ironicamente a "Psalmanazar, que, depois de se ter esforçado século e meio no moinho literário em toda a simplicidade e abstinência de um Asiático, subsiste da caridade de alguns livreiros, apenas suficiente para o manter da paróquia".

### Mortes e memórias

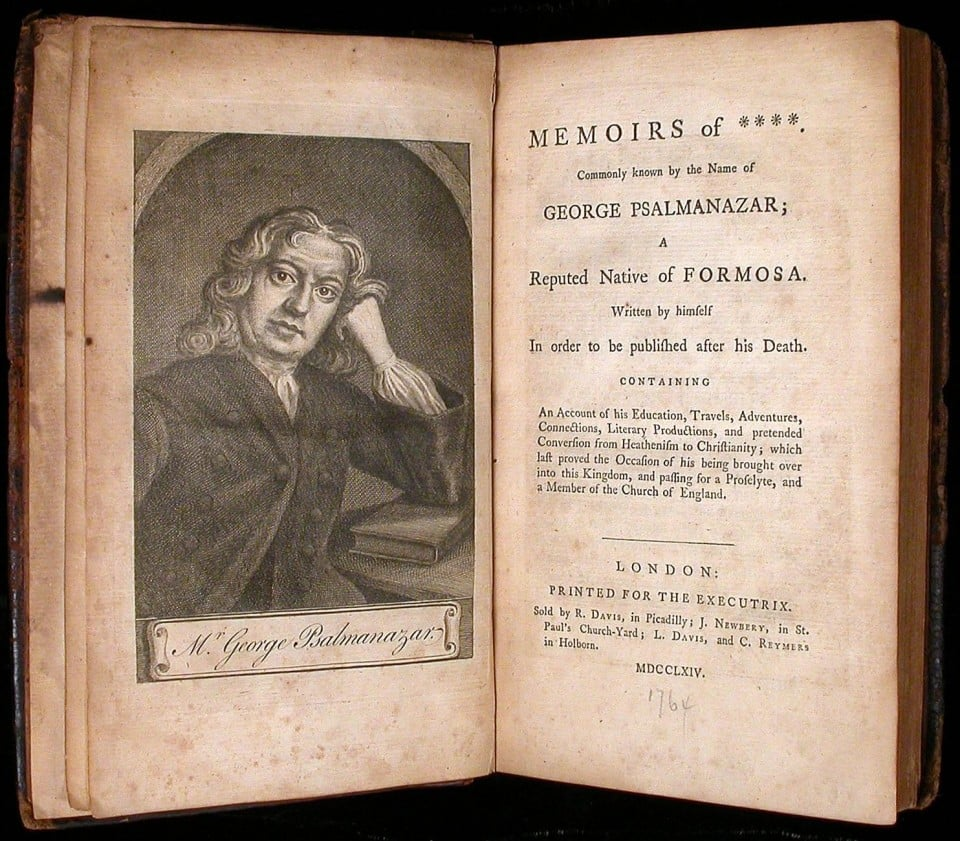
Página titular de Memoirs of ****, Commonly Known by the Name of George Psalmanazar; a Reputed Native of Formosa

George Psalmanazar morreu a 3 de maio de 1763 em Ironmonger Row, Londres, Inglaterra. No seu testamento, completado no ano anterior, ele estilou-se como uma criatura pobre, pecadora e sem valor; ele dirigiu que o seu corpo devia ser cometido a um túmulo comum, na maneira mais humilde e barata; e ele declarou solenemente que a sua História de Formosa impostura vil e vergonhosa, uma fraude no público. Ele deixou para trás uma autobiografia, Memoirs of ****, Commonly Known by the Name of George Psalmanazar; a Reputed Native of Formosa, que apareceu inicialmente em 1764. O livro esconde o seu nome de nascimento, que ainda é desconhecido, mas contem uma riqueza de detalhe sobre a sua vida inicial e o desenvolvimento das suas imposturas.